# صاریغ گوش‌سفید
 صاریغ گوش‌سفید (نام علمی: Didelphis albiventris) نام یک گونه از سرده دوزهدان‌ها است.